# Карское море
Ка́рское мо́ре — окраинное море Северного Ледовитого океана.

## Этимология
По мнению Е. М. Поспелова и ряда других исследователей, название моря произошло от сравнительно небольшой реки Кара (впадает в Байдарацкую губу), которая в XVI—XVIII веках играла важную роль в русском освоении Северной Сибири. В свою очередь, название реки, по версии, приводимой В. Ю. Визе, происходит от ненецкого слова «харе», означающего торосистый лёд.
Название «Карское море» появилось в XVIII веке. Впервые оно так названо на карте Василия Селифонтова 1736 года, составленной по результатам работы Двинско-Обского отряда Великой Северной экспедиции. Поначалу гидроним относился только к акватории близ Карской (ныне Байдарацкой) губы: часть моря близ устья Оби и Енисея называлась Мангазейским морем по русскому городу Мангазея, а вместе с другими морями, омывающими побережье Сибири — Северным или Тартарским (на иностранных картах). В частности, на карте Эдварда Уэллса море именуется Тартарским. Голландец Николаас Витсен именует море Ледяным, а француз Жак де Кампредон Ледовитым, что перекликается с ненецким словом. Название «Карское море» в его современных границах принято в 1935 году.

## География

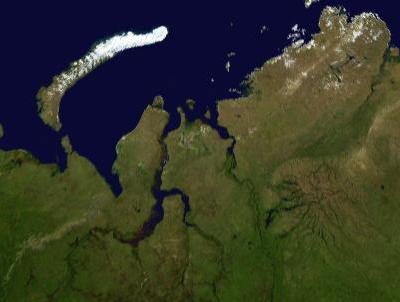
Карское море (снимок со спутника)

### Расположение

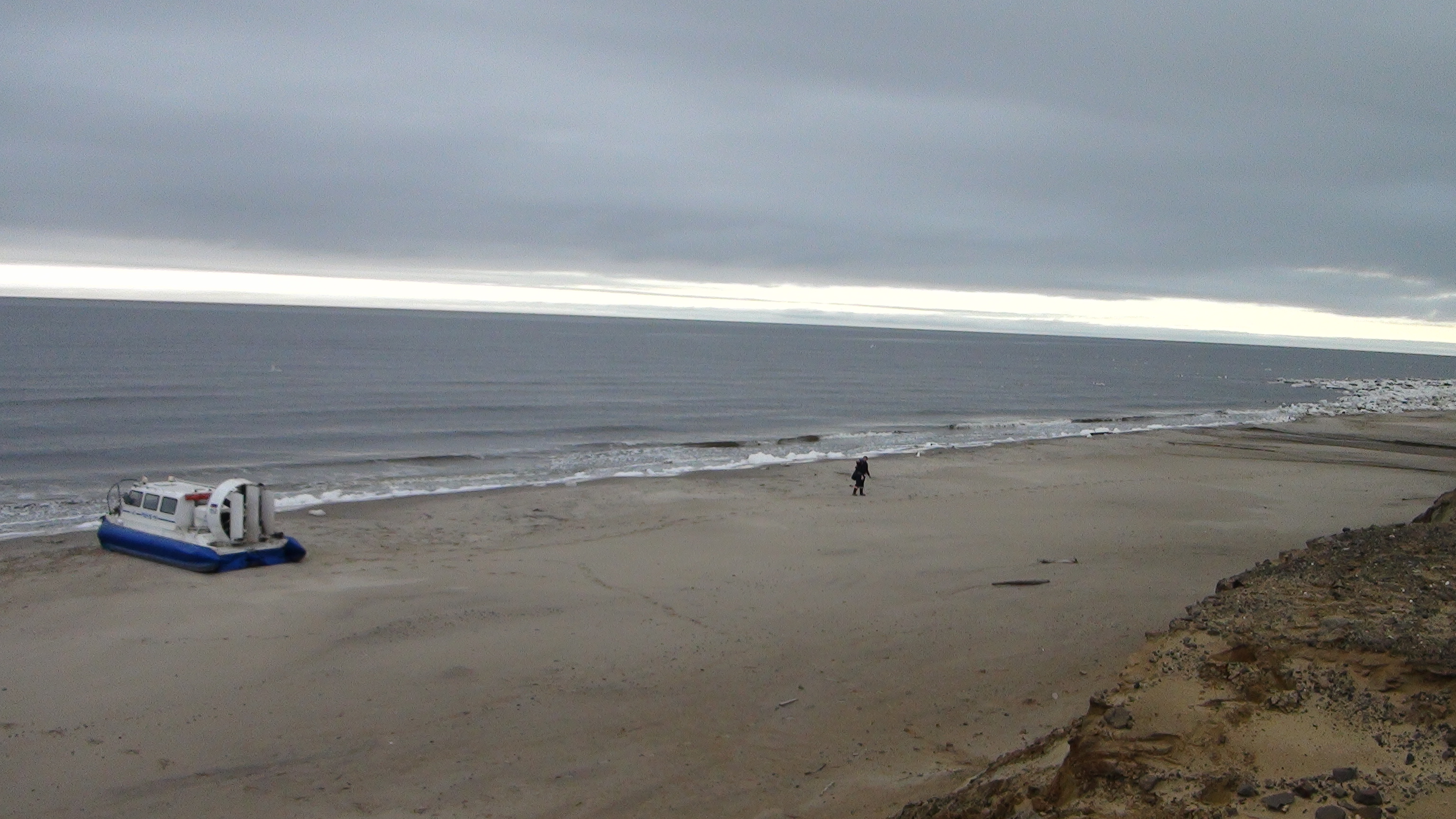
СВП «Хивус-10» на берегу Карского моря

Море ограничено северным побережьем Евразии и островами: Вайгач, Новая Земля, Земля Франца-Иосифа, Северная Земля, Гейберга. В северной части моря находится Земля Визе — остров, открытый теоретически в 1924 году. Также в море находятся острова Арктического института, острова Известий ЦИК.
Море расположено преимущественно на шельфе; много островов. Преобладают глубины 50—100 метров, наибольшая глубина 620 метров. Площадь 893 400 км².
В море впадают полноводные реки Обь и Енисей, поэтому солёность сильно варьирует. Также в Карское море впадают реки Таз и Пур.
Карское море — одно из самых холодных морей России, до современного потепления климата на значительной части моря сохранялся многолетний ледяной покров и только близ устьев рек температура воды летом поднималась выше 0 °C. Часты туманы и штормы. Бо́льшую часть года море покрыто льдами.

### Рельеф дна
Море почти полностью лежит на шельфе с глубинами до 100 метров. Два жёлоба — Святой Анны с максимальной глубиной в 620 метров (80°26′ с. ш. 71°18′ в. д.) и Воронина с глубиной до 420 метров — прорезают шельф с севера на юг.
Восточно-Новоземельский жёлоб с глубинами 200—400 метров идёт вдоль восточных берегов Новой Земли. Мелководное (до 50 метров) Центральная Карская возвышенность (Центральное Карское плато) расположено между желобами.
Дно мелководий и возвышенностей покрыто песками и песчанистым илом. Желоба и котловины покрыты серыми, синими и коричневыми илами. На дне центральной части моря встречаются железо-марганцевые конкреции.

### Гидрологический режим
Циркуляция поверхностных вод моря имеет сложный характер. В юго-западной части моря происходит замкнутый циклонический круговорот воды. В центральной части моря из Обь-Енисейского мелководья растекаются к северу опреснённые воды рек Сибири.
Приливы в Карском море полусуточные, их высота достигает 50—80 сантиметров. В холодный период большое влияние на приливы оказывает морской лёд — величина прилива уменьшается, распространение приливной волны идёт с запозданием.

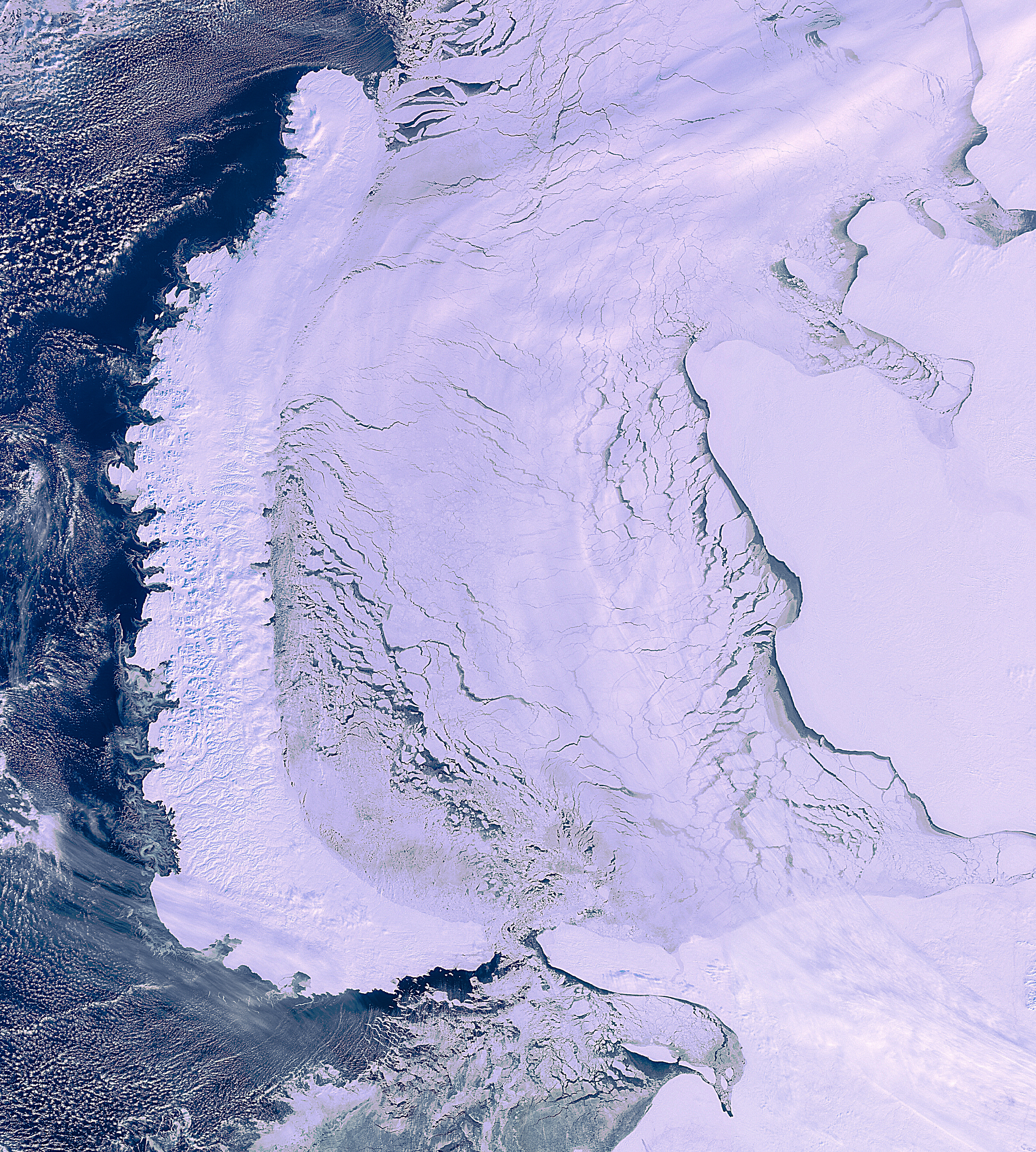
Ледовая обстановка в марте (2012-03-19)

Море почти весь год покрыто льдами местного происхождения. Льдообразование начинается в сентябре. Встречаются значительные пространства многолетних льдов толщиной до 4 метров. Вдоль берегов образуется припай, в центре моря — плавающие льды.
Летом льды распадаются на отдельные массивы. Наблюдаются годовые и вековые колебания ледовитости.

### Температурный режим и солёность
Температура воды у поверхности моря зимой близка к −1,8 °C, то есть к температуре замерзания. Вода в мелководных районах хорошо перемешана от поверхности до дна и имеет одинаковую температуру и солёность (около 34 промилле). В желоба проникают более тёплые воды из Баренцева моря, поэтому на глубинах 150—200 метров в них обнаруживается слой с температурой воды до +2,5 °C и солёностью 35 промилле.
Речной сток и таяние льда летом приводят к уменьшению солёности морской воды ниже 34 промилле, в устьях рек вода становится близкой к пресной.
Вода прогревается летом до +6 °C (на севере только до +2 °C) в верхних 50—70 метрах (на востоке только 10—15 метров).

### Экологическое состояние
В восточной части моря расположен Большой Арктический заповедник.
В годы Холодной войны Карское море было местом тайных захоронений ядерных отходов ВМФ СССР:
- 1965—1988 — затоплены шесть ядерных реакторов советских атомных подводных лодок и десять других ядерных реакторов[11]
- В 1981 в заливе Степового на восточном побережье Новой Земли была затоплена повреждённая АПЛ К-27. В нарушение международных правил, лодка была затоплена на глубине всего в тридцать метров (по правилам утилизации морских судов затопление должно производиться на глубинах не менее трёх тысяч метров)[9].
- По данным, предоставленным правительством РФ Норвегии[12], кроме K-27 советские военные затопили в Карском море огромное количество других ядерных отходов: семнадцать тысяч контейнеров и девятнадцать судов с радиоактивными отходами, а также четырнадцать ядерных реакторов, пять из которых содержат опасное отработанное топливо. По данным британского издания BBC, жидкие отходы с низким уровнем радиации якобы попросту сливались в море[9][13].

## Флора и фауна
Флора и фауна Карского моря формируется под воздействием разнородных климатических и гидрологических условий на севере и юге. Большое влияние оказывают и соседние бассейны, благодаря проникновению из них некоторых теплолюбивых форм (из Баренцева моря) и высокоарктических видов (из моря Лаптевых). Экологической границей распространения их служит примерно восьмидесятый меридиан. Значительную роль в жизни Карского моря играют и пресноводные элементы.
Качественно флора и фауна Карского моря беднее Баренцева моря, но значительно богаче моря Лаптевых. Это видно из сравнения их ихтиофауны. В Баренцевом море водится 114 видов рыб, в Карском — 54, а в море Лаптевых — 37. Промысловое значение в Карском море имеют: из сигов — омуль, муксун и ряпушка; из корюшковых — корюшка; из тресковых — навага и сайда; из лососёвых — нельма. Рыбные промыслы организованы только в бухтах, заливах и низовьях рек. В море водятся ластоногие разных видов: нерпа, морские зайцы, реже моржи. В летнее время в большом количестве сюда заходит белуха — стадное животное, совершающее регулярные сезонные перекочёвки. В Карском море водится также белый медведь.

## История

### Палеоистория
Современная акватория моря сложилась в результате отступления плейстоценового оледенения. В эпоху раннего плейстоцена (1,80—0,78 млн лет назад) уровень Северного Ледовитого океана был на 200—290 м ниже современного, устья рек Оби, Пура, Енисея располагались значительно севернее, в пределах современного шельфа Карского моря. В ходе среднего плейстоцена (781—126 тыс. лет назад) море дважды распространялось на юг предположительно до Сибирских Увалов. В тобольское время (первая половина среднего плейстоцена) вода достигала современных отметок 20—30 м над уровнем моря и была теплее благодаря течению с Атлантики — у южных берегов росли сальвиниевые папоротники, рдесты, ель, лиственница, сосна, сибирский кедр. В салехардское время вода достигала современных отметок 100—120 м над уровнем моря и была холоднее из-за обмена с Арктикой. Температурный режим напоминал нынешний. В период позднего плейстоцена (казанцевское время, 126—11,7 тыс. лет назад) вода отступила до современных отметок 60—70 м над уровнем моря, тёплые атлантические течения достигали берегов Таймыра. Климатические условия были похожи на современный юго-запад Баренцева моря. В конце плейстоцена подъём Западно-Сибирской равнины отодвинул море к современным границам.

### Начало мореплавания

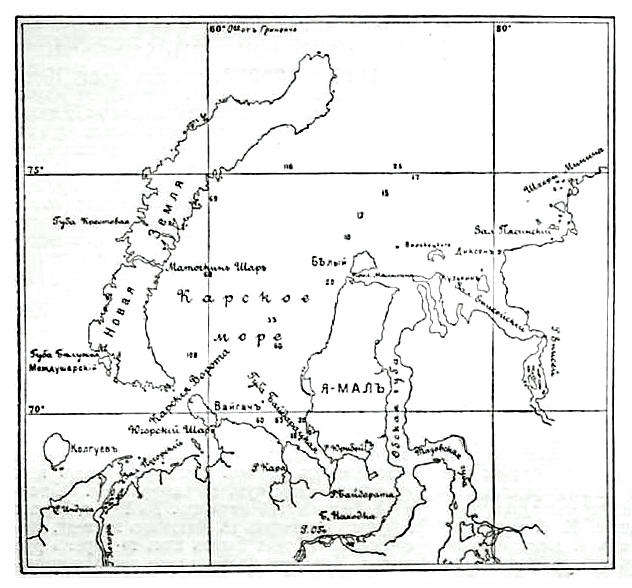
Карта из «Военной энциклопедии» (1913 год)

Дата начала плаваний по Карскому морю неизвестна. В истории зафиксирован только факт, что в 1556 году английский путешественник Стивен Бороу нашёл у встреченных им в Карских воротах русских моряков отчётливое представление о морском пути до устья Оби и полную готовность сопровождать по нему англичан. Имеется отписка тобольских воевод М. М. Годунова и И. Ф. Волконского царю от 1601 года, где даётся описание этого пути: проливом Югорский Шар до западной части Ямала, затем по реке Мутной (приток Мордыяхи) до водораздела с рекой Сёяха (Зелёной) — озёр Нейто и Ямбуто — далее волоком и рекой спуск в Обскую губу. Из Обской губы открывался путь на юг по Оби (Обдорск) и на восток через Тазовскую губу (Мангазея) в бассейн Енисея.
Первыми иностранцами, которые достигали Карское море, были:
- между 1576 и 1580 годами — голландец Оливер Брюнель[англ.] по поручению Строгановых предпринял морское плавание из устья Печоры в устье Оби (вероятно, в составе русской команды)[18];
- 1580 год — экспедиция английских судов «Джордж» (капитан Артур Пит) и «Вильям» (капитан Чарльз Джекмен);
- 1594 год — экспедиция голландских судов «Лебедь» (командир адмирал Корнелис Най[англ.]) и «Меркурий» (капитан Брант Избрантсон) дошла до устья реки Кары;
- 1596 год — третья экспедиция голландца Виллема Баренца[19][20].

В 1619 году по настоянию тобольского воеводы князя И. С. Куракина указом царя Михаила Фёдоровича торговые плавания через Карское море были запрещены, что привело к постепенному упадку Мангазеи.

### Возобновление плаваний
Берега Карского моря стали предметом изучения Двинско-Обского и Обско-Енисейского отрядов Великой Северной экспедиции. В 1737 году лейтенанты Степан Малыгин и Алексей Скуратов обогнули морем северную часть Ямальского полуострова, а лейтенант Дмитрий Овцын стал первым человеком, прошедшим морским путём из Обской губы в Енисейскую. В 1740 году штурман Фёдор Минин и подштурман Дмитрий Стерлегов достигли точки 75° 15' N, которая до 1878 года оставалась крайним восточным пределом плавания в Карском море.
В 1860 году шхуна «Ермак» под командованием П. П. Крузенштерна совершила небольшой успешный рейд в Карское море, однако спустя 2 года при попытке повторить плавание она была раздавлена льдами у западных берегов Ямала.
Расположенная в Карском море коса Ладоничева (залив Толля) была описана и нанесена на карту Гидрографической экспедицией Северного Ледовитого океана на ледокольных теплоходах «Таймыр» и «Вайгач» в 1915 году и тогда же названа по фамилии умершего во время зимовки кочегара ледокола «Таймыр» И. Е. Ладоничева.

### Карские экспедиции
Карские экспедиции — проводка судов от Архангельска в Обскую губу и устье Енисея—положили начало грузовому освоению Северного морского пути. А начались они с переговоров «красного» Архангельска и «белого» Омска об обмене сибирского хлеба на промтовары и сельхозинвентарь в 1918 году. Эти планы не увенчались успехом по политическим причинам, однако потребность в снабжении архангельского севера хлебом сохранилась.

8 августа 1920 года в 16.00 из Архангельска вышла первая советская морская экспедиция в Сибирь. В её составе были ледокольные пароходы «Г. Седов» и «В. Русанов», пароходы «Колгуев», «Север», «Кереть», «Маймакса», лихтеры «Клара», «Рево»; во втором отряде — ледокольные пароходы «Малыгин», «А. Сибиряков», пароходы «Николай», «Пролетарий», «Илья», лихтеры «Катанга» и «Анна». 

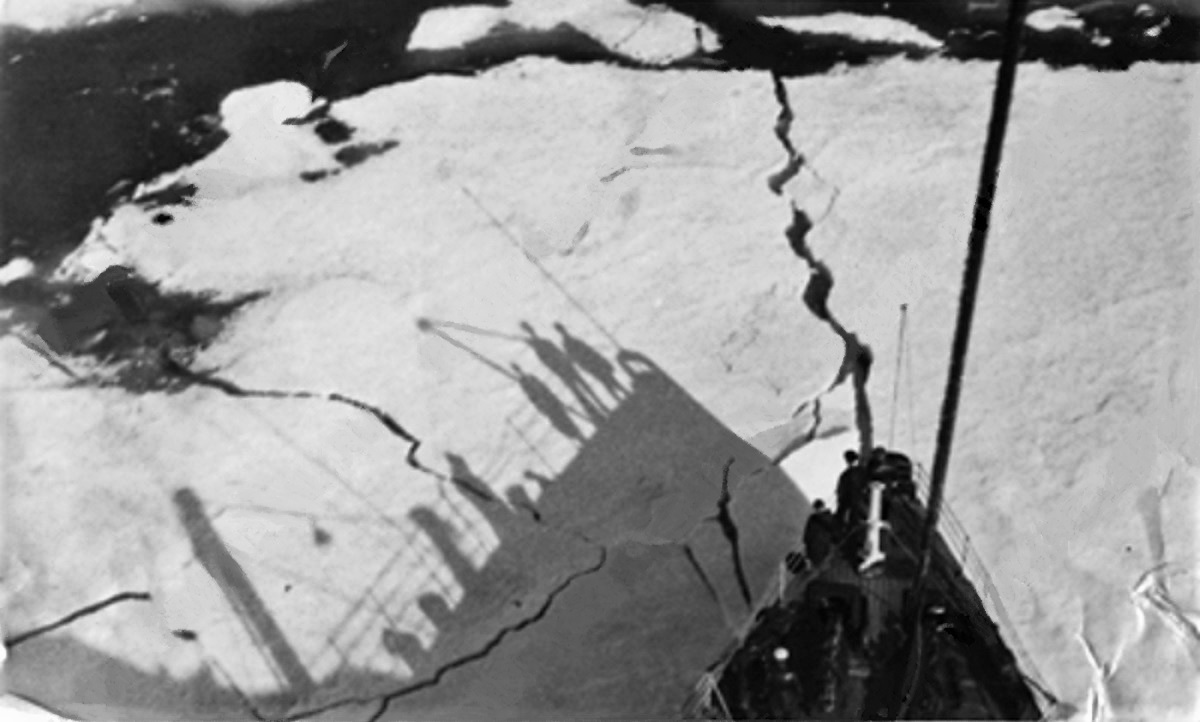
Ледокол «Красин» выходит в Карское море. Фото Сергея Струнникова, 1933

На одиннадцатый день плавания первая экспедиция достигла бухты Находка. Обь-Иртышский речной караван с хлебом прибыл в бухту Находка только 28 августа. На архангельские суда было принято 526 642 пуда ржи, 57 338 пудов кожи, волоса, шерсти, 939 пудов пшеницы — всего 584 919 пудов. На Енисее для доставки в Архангельск было погружено 44 042 пуда льна. Общая масса груза составила 628 961 пуд. 3 октября 1920 года караван начал швартоваться у Красной пристани Архангельска.

### Боевые действия в период Второй мировой войны
Имеется предположение, что первая разведка немцами будущего театра военных действий в Арктике состоялась во время полёта дирижабля LZ 127 «Граф Цеппелин» в июле 1931 года. После приводнения в бухте Тихой (о. Гукера, Земля Франца-Иосифа) дирижабль пролетел по маршруту Земля Франца-Иосифа — Северная Земля — о. Вардропер — о. Диксон — мыс Флиссингский (о. Северный, Новая Земля), затем взял курс на о. Колгуев и Архангельск. Вершиной германских разведывательных операций на Крайнем Севере стал рейд через Севморпуть с запада на восток вспомогательного крейсера «Комет» в августе 1940 года (при первоначальном содействии со стороны СССР).
Немцам удалось создать в Арктике несколько опорных пунктов. Так, в 1944 году на о. Земля Александры (архипелаг Земля Франца-Иосифа) была обнаружена подскальная база подводных лодок, а в 1951 году там же — действовавшая в 1943—1944 годах метеостанция экспедиции «Кладоискатель». В 1946—1947 годах обнаружен продовольственный склад на берегу залива Волчий (архипелаг Норденшёльда), а затем и база подводников на о. Кравкова (острова Мона). В архипелаге Новая Земля немцы сумели соорудить три взлётно-посадочных полосы: на о. Междушарский (1942 год), мысах Константина (1943 год) и Пинегина. Ряд документов американской разведки свидетельствует о том, что над Карским морем пролегал сверхдальний воздушный маршрут от финского Наутси до Японии, полёты по которому на машинах Ju 290 совершала в годы войны немецкая Kommando Japan, выделенная из состава 2-й эскадрильи группы дальних разведчиков Fernaufklärungsgruppe 5.
В августе 1942 года боевую вылазку в Карское море (операция «Вундерланд») предпринял германский тяжёлый крейсер «Адмирал Шеер», потопивший ледокол «Александр Сибиряков», а также ряд кораблей при обстреле порта Диксон. В то же время главную свою задачу — уничтожить идущую из Тихого океана ЭОН-18 крейсер не выполнил. После неудачи «Адмирала Шеера» кригсмарине сделала ставку на подводную войну.
В 1942—1944 годах в районе Новой Земли и в Карском море действовало несколько немецких подводных лодок сначала 11-й, а позже 13-й и 14-й флотилий. Так, 27 июля 1942 года лодка U-601 обстреляла полярную станцию «Малые Кармакулы» (о. Южный, Новая Земля) и уничтожила два гидросамолёта ГСТ. 25 августа немецкая лодка обстреляла станцию «Мыс Желания», в начале сентября обстрелу подверглась полярная станция на о. Уединения.
С июля по октябрь 1943 года в Карском море находилось до тринадцати субмарин, сведённых в группу «Викинг», ими было выставлено 5 минных заграждений. 23 июля артиллерийским огнём лодки U-255 было потоплено исследовательское судно «Академик Шокальский». Также в июле были обстреляны полярные станции на острове «Правды» (архипелаг Норденшёльда) и в заливе Благополучия (Новая Земля). В сентябре у северных берегов Новой Земли бесследно исчезла советская подлодка К-1. Наибольший урон от вражеских подлодок в том году понёс арктический конвой ВА-18, вследствие перенесённой на пути от о. Нансена до Диксона атаки потерявший транспорты «Архангельск» и «Сергей Киров», а также тральщик Т-896.
В навигации 1944 года в море действовал отряд «Грейф» в числе шести модернизированных подлодок: оборудованных шноркелями и бесследными самонаводящимися торпедами. 12 августа субмарина U-365 разгромила возле о. Белый советский конвой БД-5. 23 августа в районе островов Мона погибли суда, охранявшие конвой ДВ-2: подлодка U-957 торпедировала сторожевой корабль СКР-29 «Бриллиант», а U-739 потопила тральщик Т-120. В сентябре подлодки U-711 и U-957 захватили полярную станцию «Мыс Стерлегова» на Таймыре.
Для борьбы с германскими подлодками, направляющимися в Карское море, подводниками Северного флота было совершено восемь боевых походов в район мыса Желания на Новой Земле. В августе 1943 года советская С-101 потопила в этом районе германскую U-639. 5 сентября 1944 года тральщик Т-116 близ о. Уединения потопил подлодку U-362, успевшую перед этим потопить советское гидрографическое судно «Норд».

## Хозяйственное использование
Порты — Диксон и Сабетта. Через Карское море проходит Северный морской путь.
В море водятся виды промысловых рыб: сайка, омуль арктический, корюшка азиатская зубастая, сельдь чешско-печорская, камбала полярная, кольчатая нерпа (акиба), морской заяц (лахтак), гольцы, краб-стригун опилио
Морские суда могут заходить в Енисей до портов Дудинка и Игарка.

### Условия для судоходства
Карское море по своим физико-географическим условиям является наиболее сложным из морей Русской Арктики. Плавание по нему сопряжено с большими трудностями.
К неблагоприятным для плавания условиям относят следующие факторы:
- большое число подводных опасностей и мелководных участков;
- практически постоянное наличие льда;
- раннее замерзание устьевых участков впадающих в море рек;
- отсутствие во многих районах моря укрытых якорных стоянок;
- слабая изученность морских течений;
- значительное число пасмурных дней, которые исключают возможность визуальных и астрономических наблюдений;
- ненадёжность работы гироскопов и компасов.

### Полезные ископаемые
В юго-западной части моря, у полуострова Ямал, разведаны крупные шельфовые месторождения природного газа и газового конденсата. Крупнейшие из них — Ленинградское (предварительно оценённые (АВС1+С2) запасы газа — более 1 трлн м³ и Русановское (780 млрд м³). Освоение шельфовых месторождений планируется начать после 2025 года.
Возможно, срок начала эксплуатационного бурения будет приближен. 
В августе 2013 года под угрозой применения санкций со стороны пограничной охраны пределы моря покинул принадлежащий Гринпису ледокол Arctic Sunrise, намеревавшийся выразить «мирный ненасильственный протест» против освоения Арктики российской компанией «Роснефть» и американской ExxonMobil.
В сентябре 2014 года под угрозой применения санкций со стороны США совместное бурение «Роснефти» и «ExxonMobil» было прекращено.